# Naturschutzgebiet Altenbachtal
Das Naturschutzgebiet Altenbachtal ist ein Naturschutzgebiet entlang der Wermelskirchener Straße in der Gemeinde Kürten im Rheinisch-Bergischen Kreis.

## Beschreibung
Das Naturschutzgebiet Altenbachtal erstreckt sich am Unterlauf des Altenbachs in zwei Teilstücken vom Ortszentrum Kürten nach Norden bis zu den Teichen an der Abzweigung nach Enkeln. Nach dem ersten Drittel kommt eine Unterbrechung in der Umgebung eines kleinen Gewerbegebiets. Es handelt sich um ein offenes Wiesental mit brachgefallenem Feuchtgrünland und stellenweise mit Mädesüß-reichen Hochstaudenfluren. Das Gebiet repräsentiert ein typisches Wiesental im Bergischen Land.
Der Altenbach fließt in Kürten in die Kürtener Sülz.

## Vegetation und Schutz
Die Schutzgebietsausweisung erfolgte zur Erhaltung und Wiederherstellung eines natürlichen Bachverlaufes, von Quellbereichen, Auwäldern, bachbegleitenden Gehölzen sowie flächigem Feucht- und Nassgrünland und Magerwiesen. Im Einzelnen wurden folgende Schutzzwecke festgesetzt:
- Erhaltung und Sicherung der geschützten Biotope: Bruch-, Sumpf- und Auwälder, Sümpfe, Röhrichte, seggen- und binsenreiche Naßwiesen, Großseggenrieder, Quellbereiche sowie natürliche und naturnahe Bereiche fließender und stehender Binnengewässer,
- Erhaltung und Entwicklung des extensiv genutzten, teils sehr arten- und strukturreichen Magergrünlandes sowie Nass- und Feuchtgrünlandes in der Talsohle und zulaufenden Quellsiefen und Quellmulden,
- Erhaltung der besonderen Eigenart und hervorragenden Schönheit des naturnahen Bachtals mit seinen zulaufenden Quellsiefen.[1]

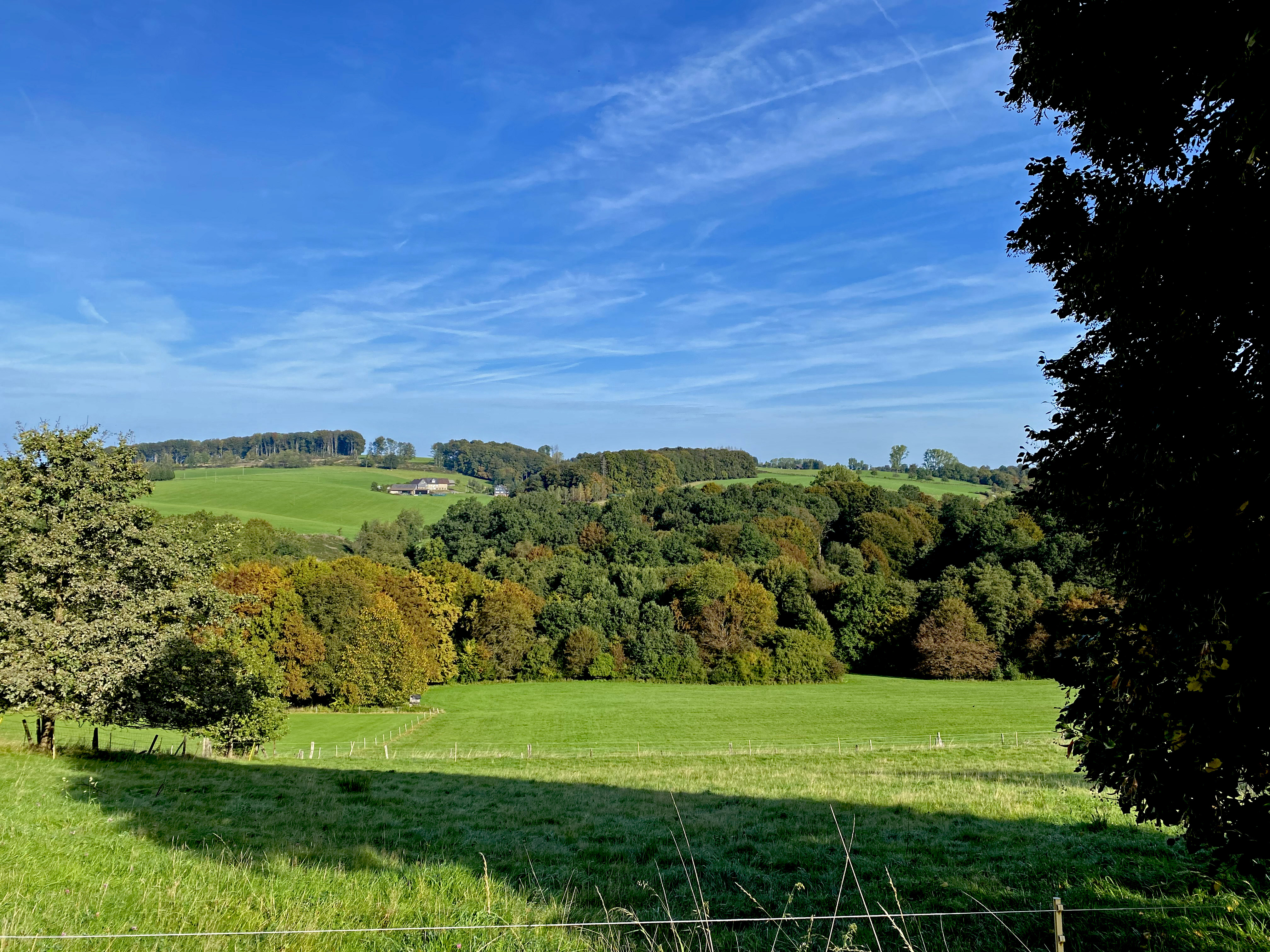
Blick über das NSG Altenbachtal von Süden bei Johannesberg
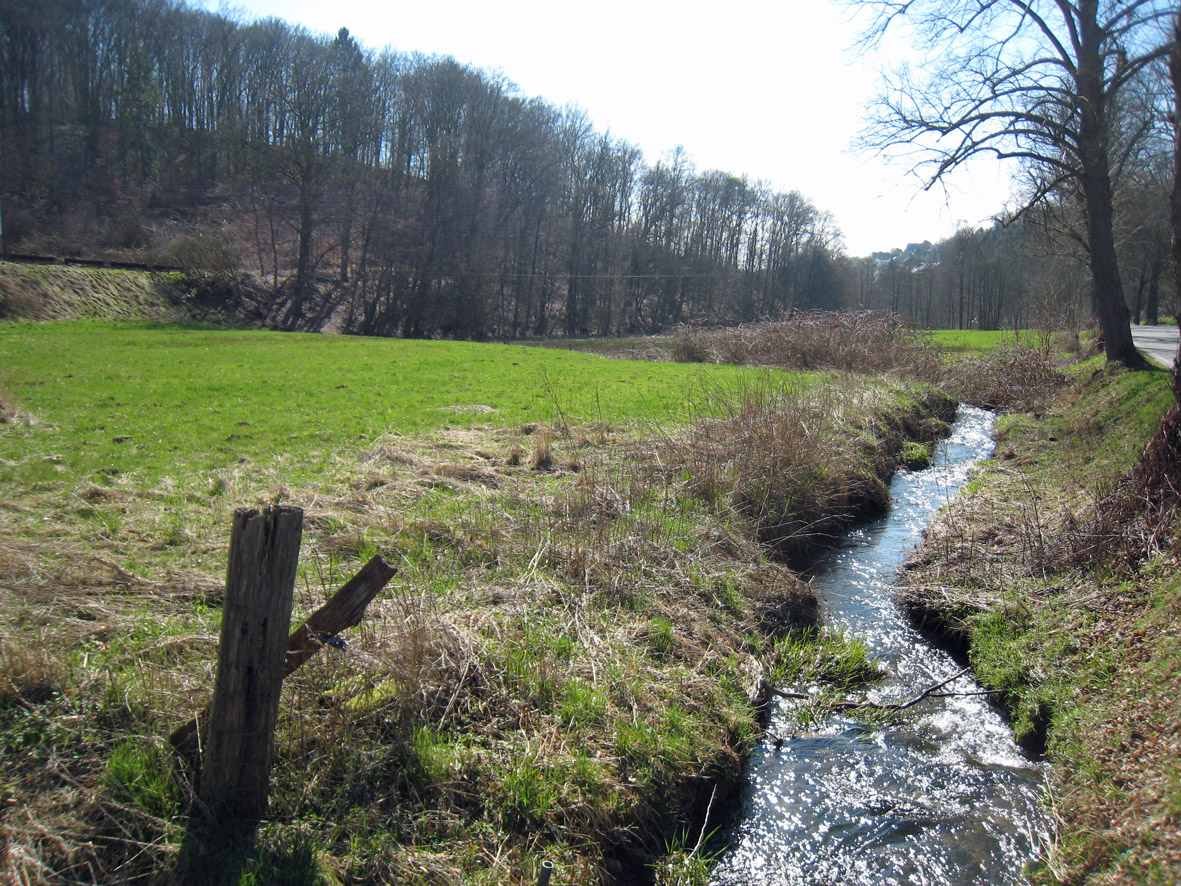
Das Altenbachtal in der Umgebung von Unterduhr
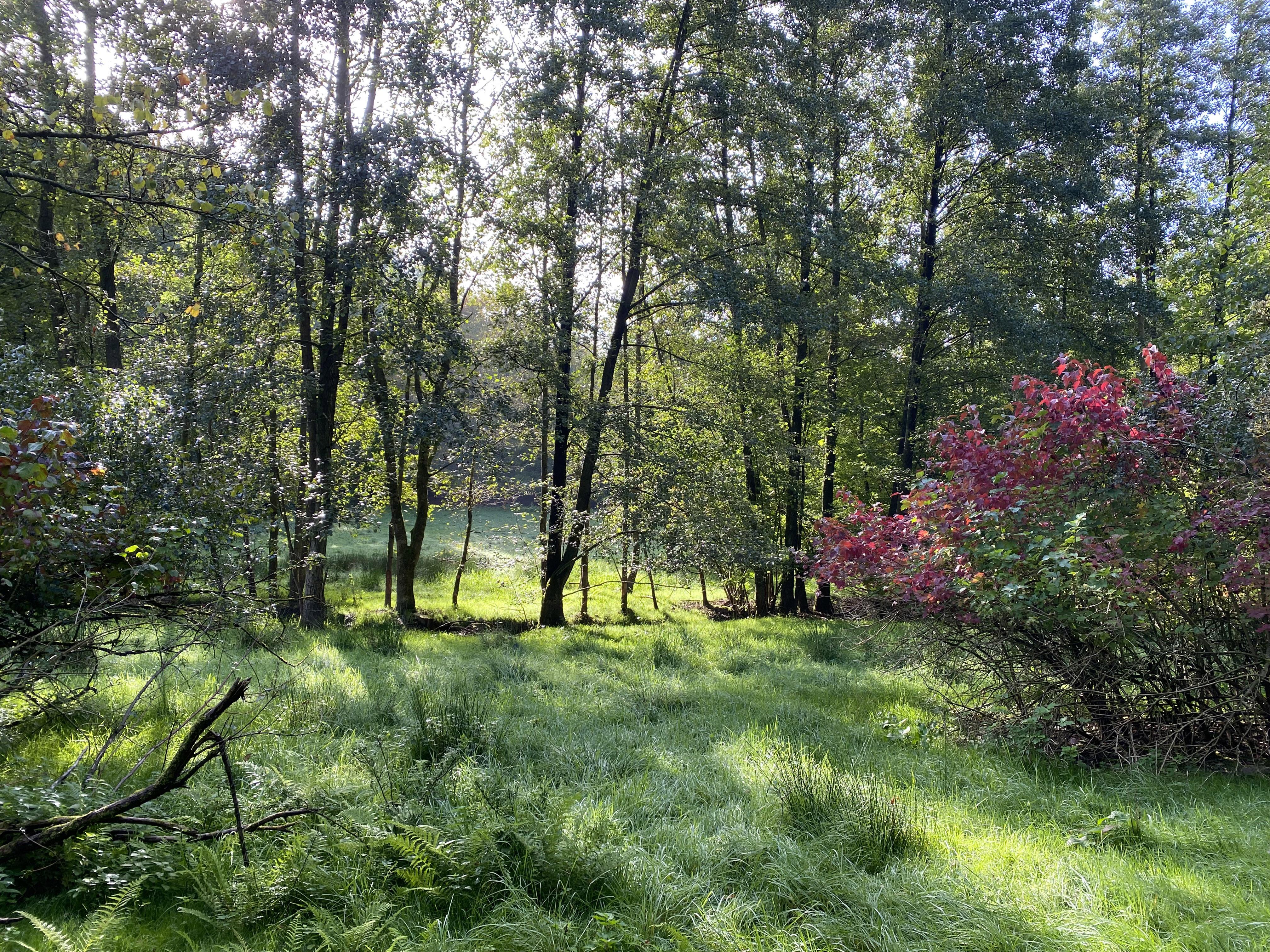
Auwald im NSG Altenbachtal
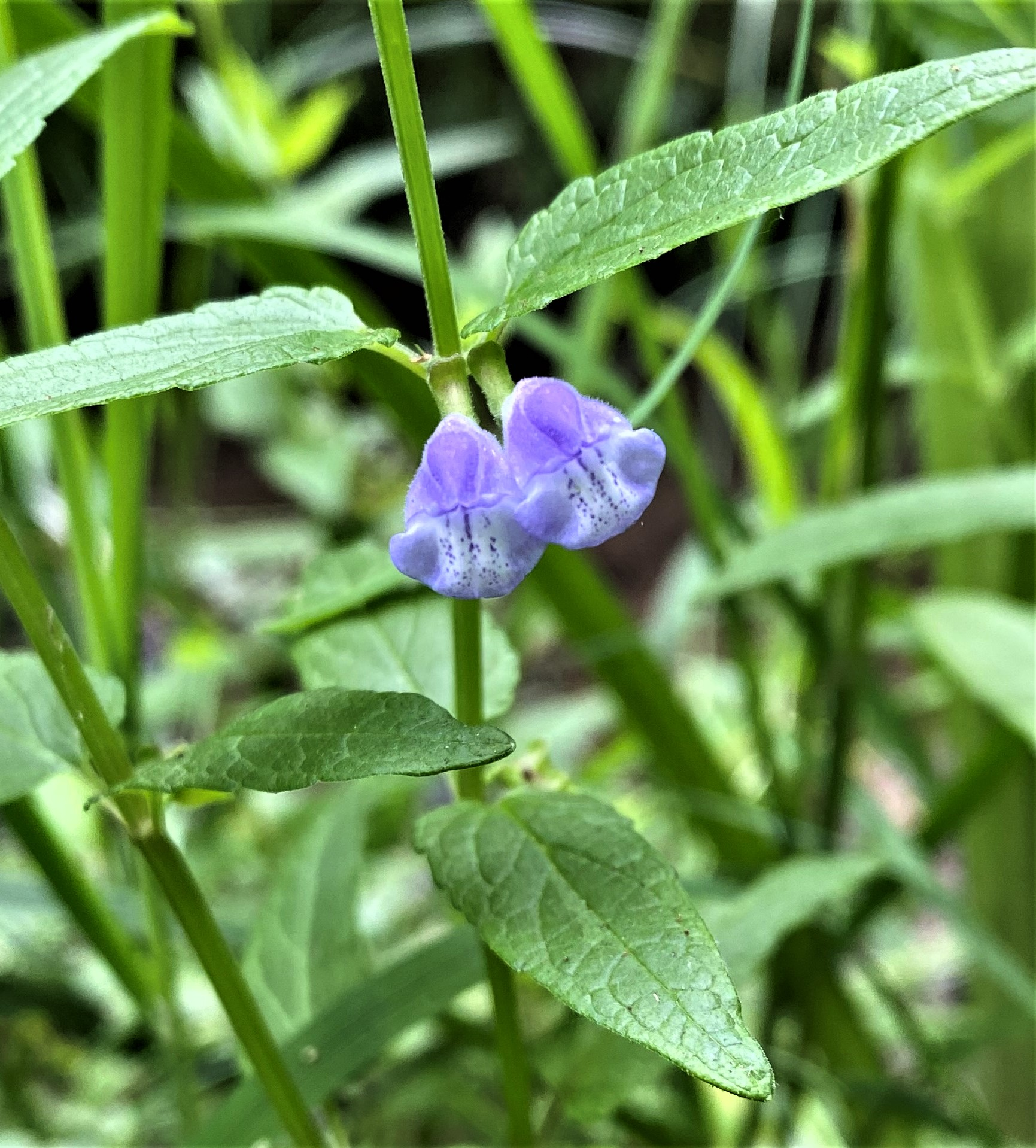
Sumpf-Helmkraut
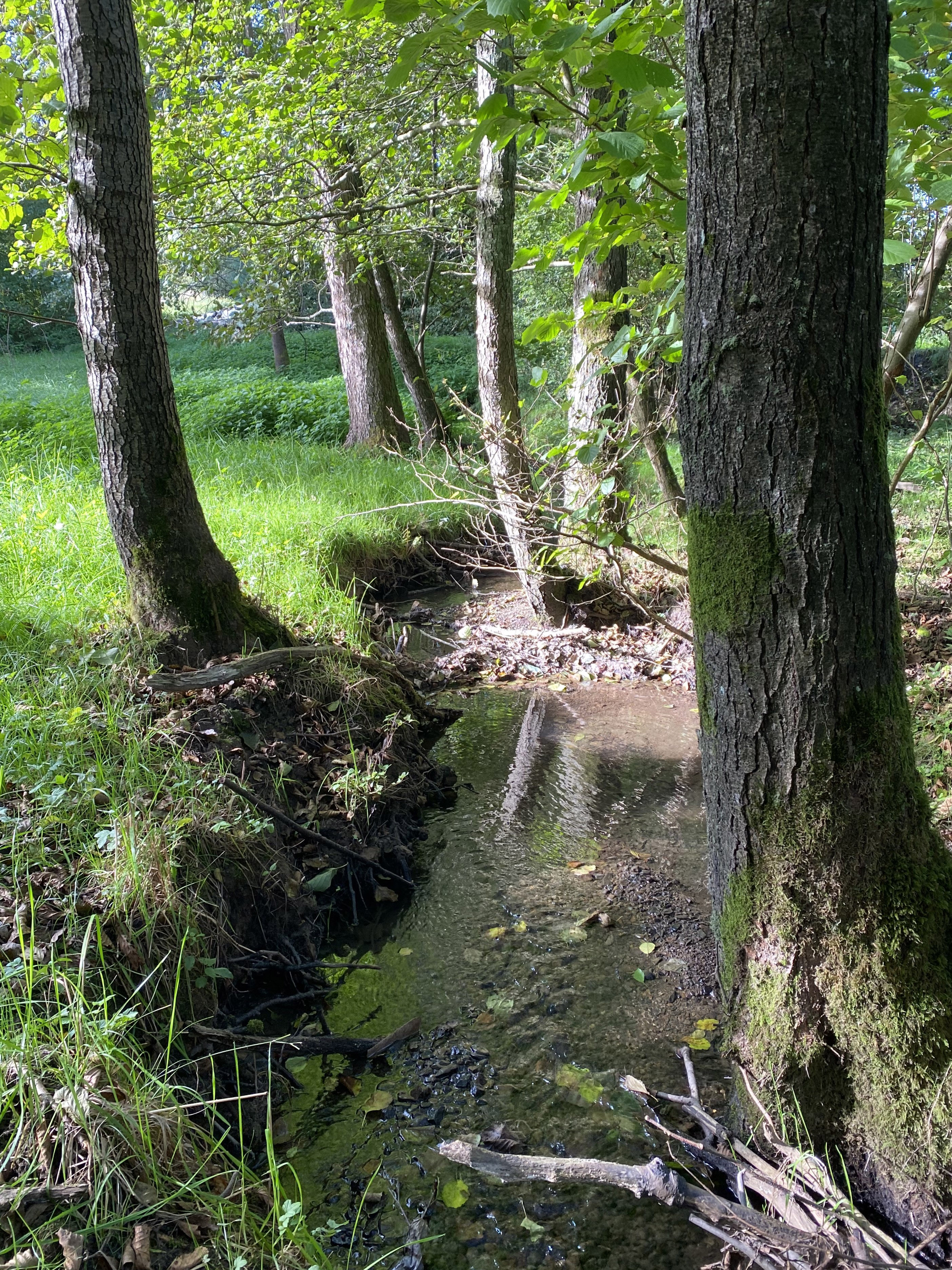
Naturnaher Altenbach mit begleitenden Erlen
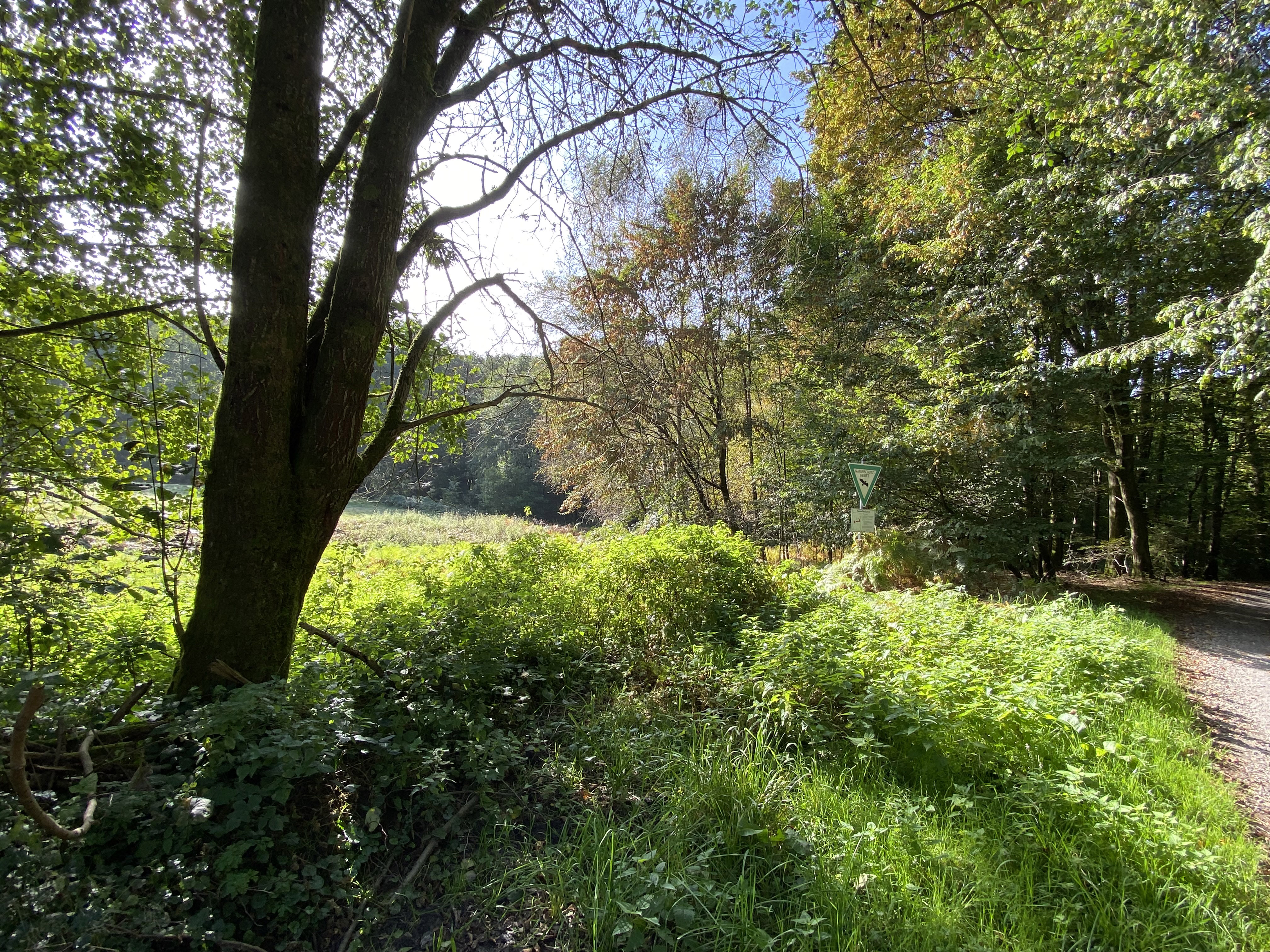
Landschaftsmosaik aus  Wald, Feuchtgrünland und Hochstaudenflur
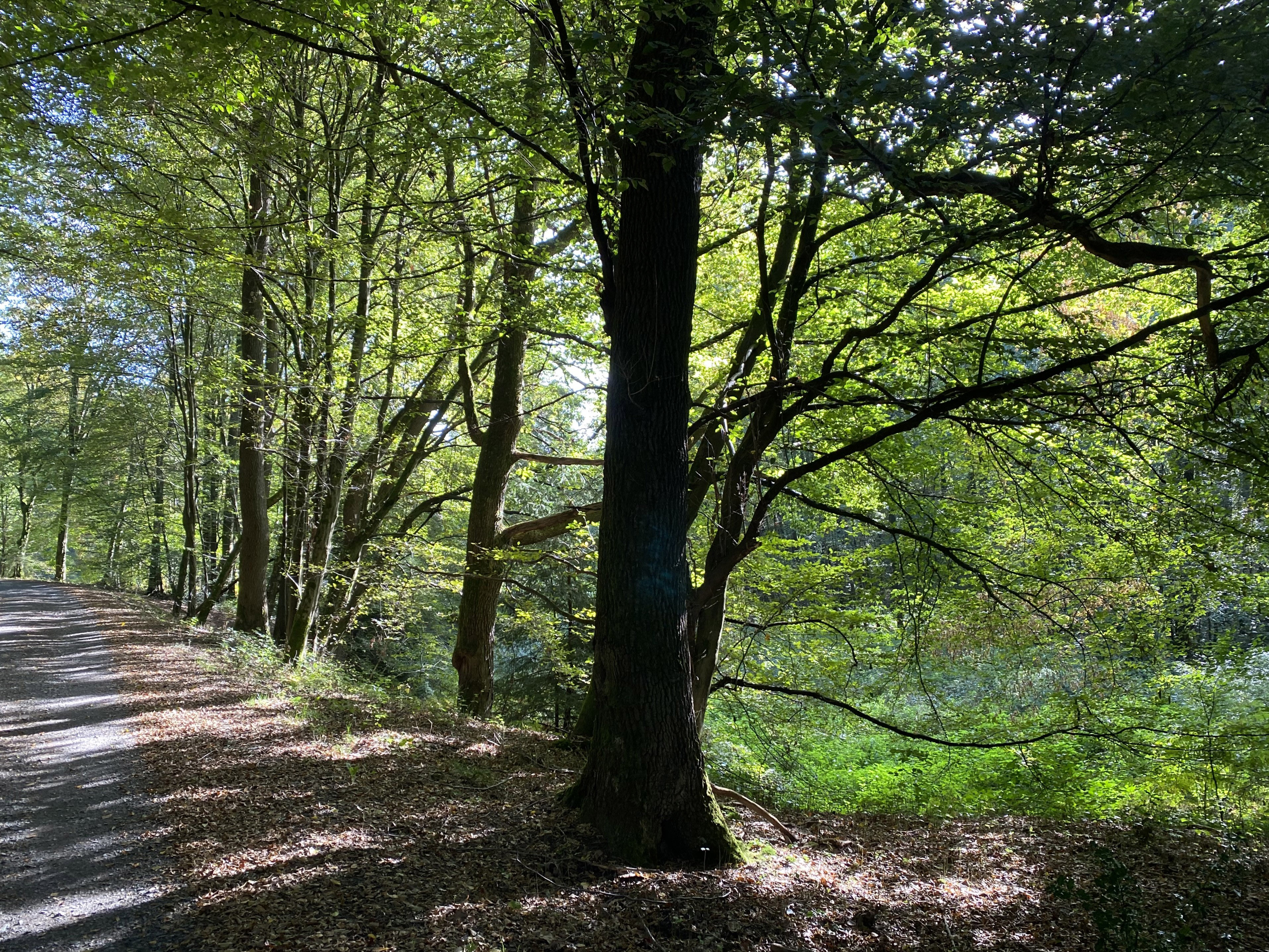
Buchenstarkholz am Rand der Talaue
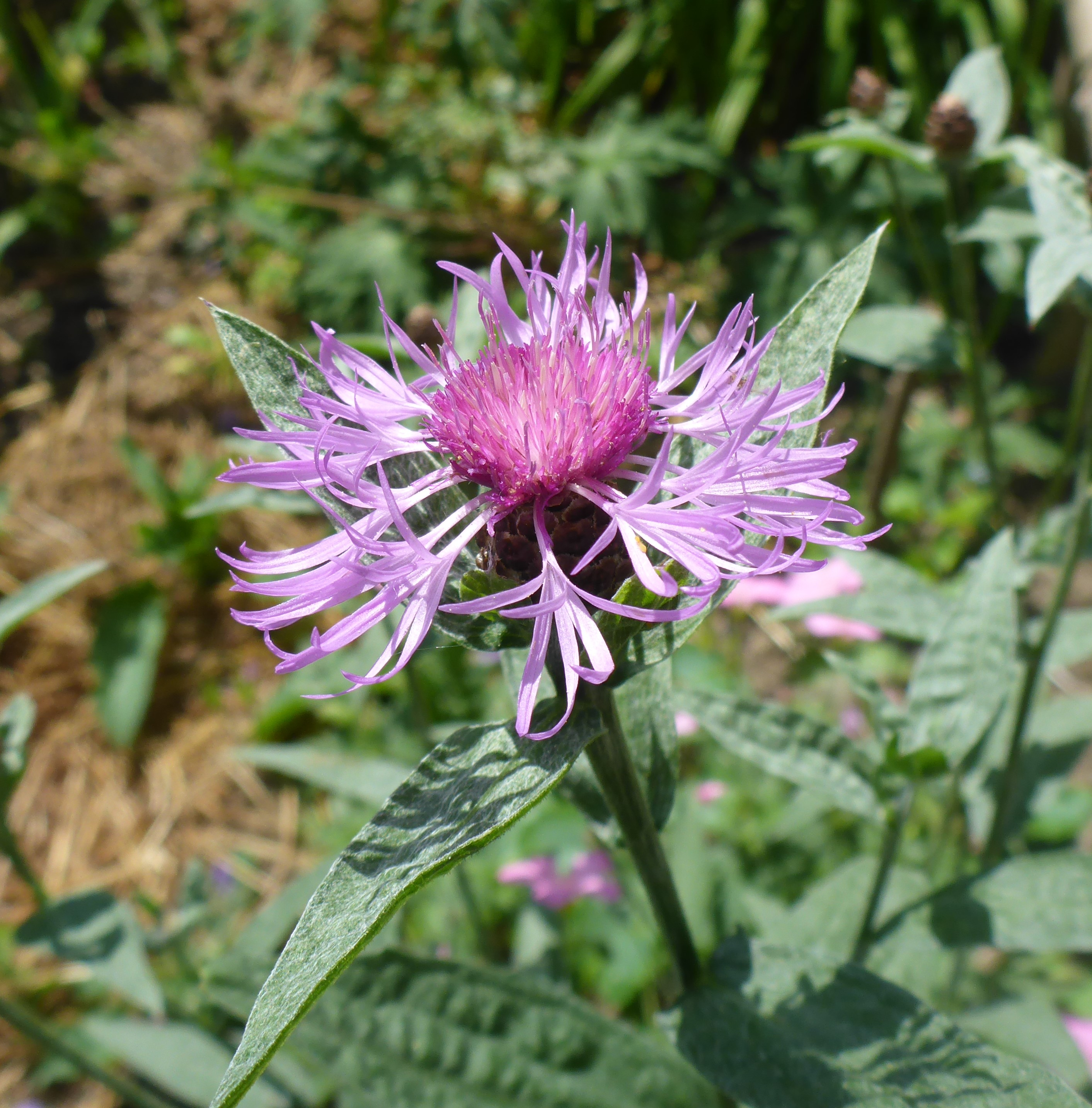
Wiesen-Flockenblume heimisch in Magerwiesen
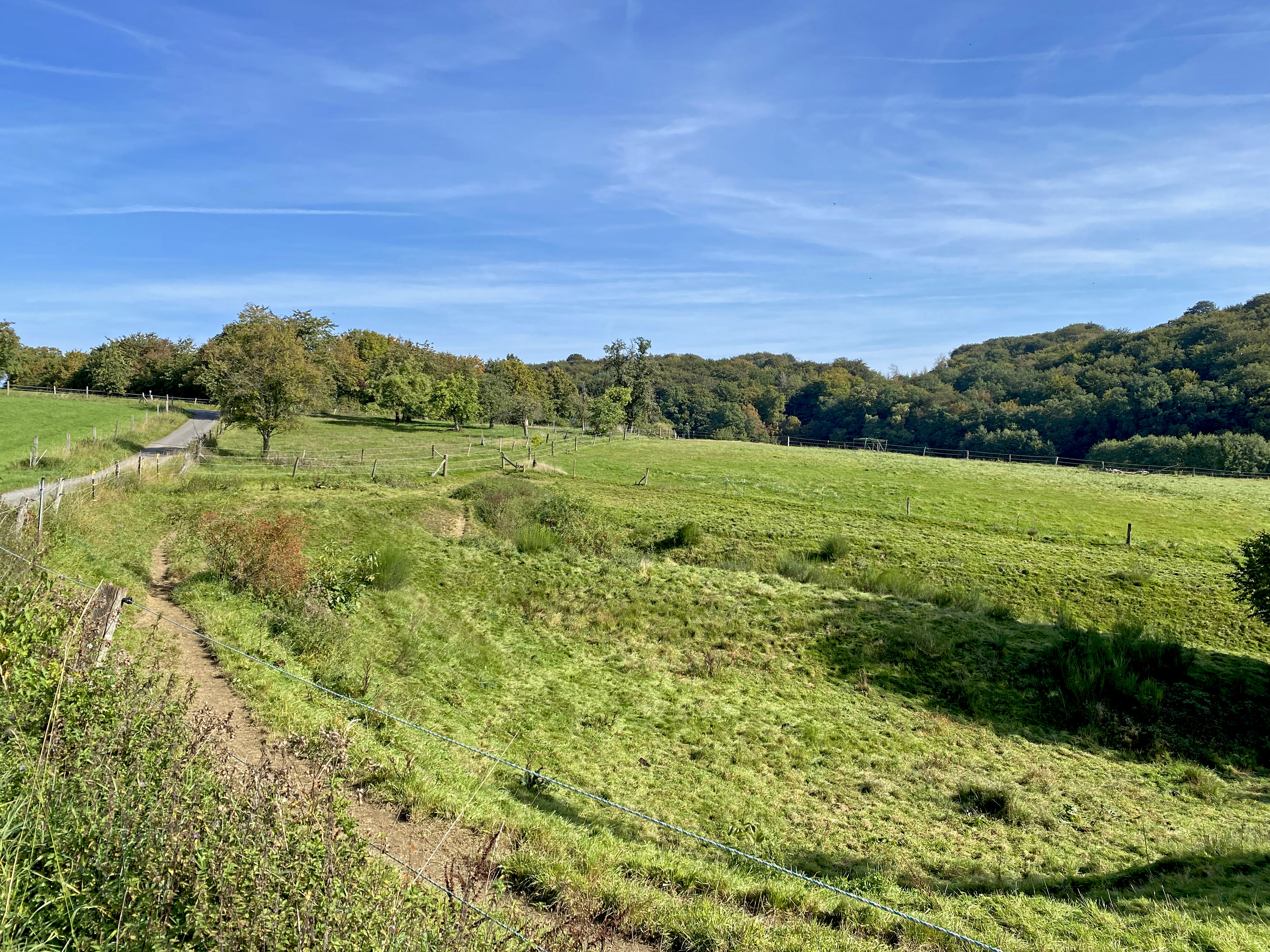
Blütenreiches Magerwiesen-Tälchen bei Dicke – nördlicher Endpunkt des NSG
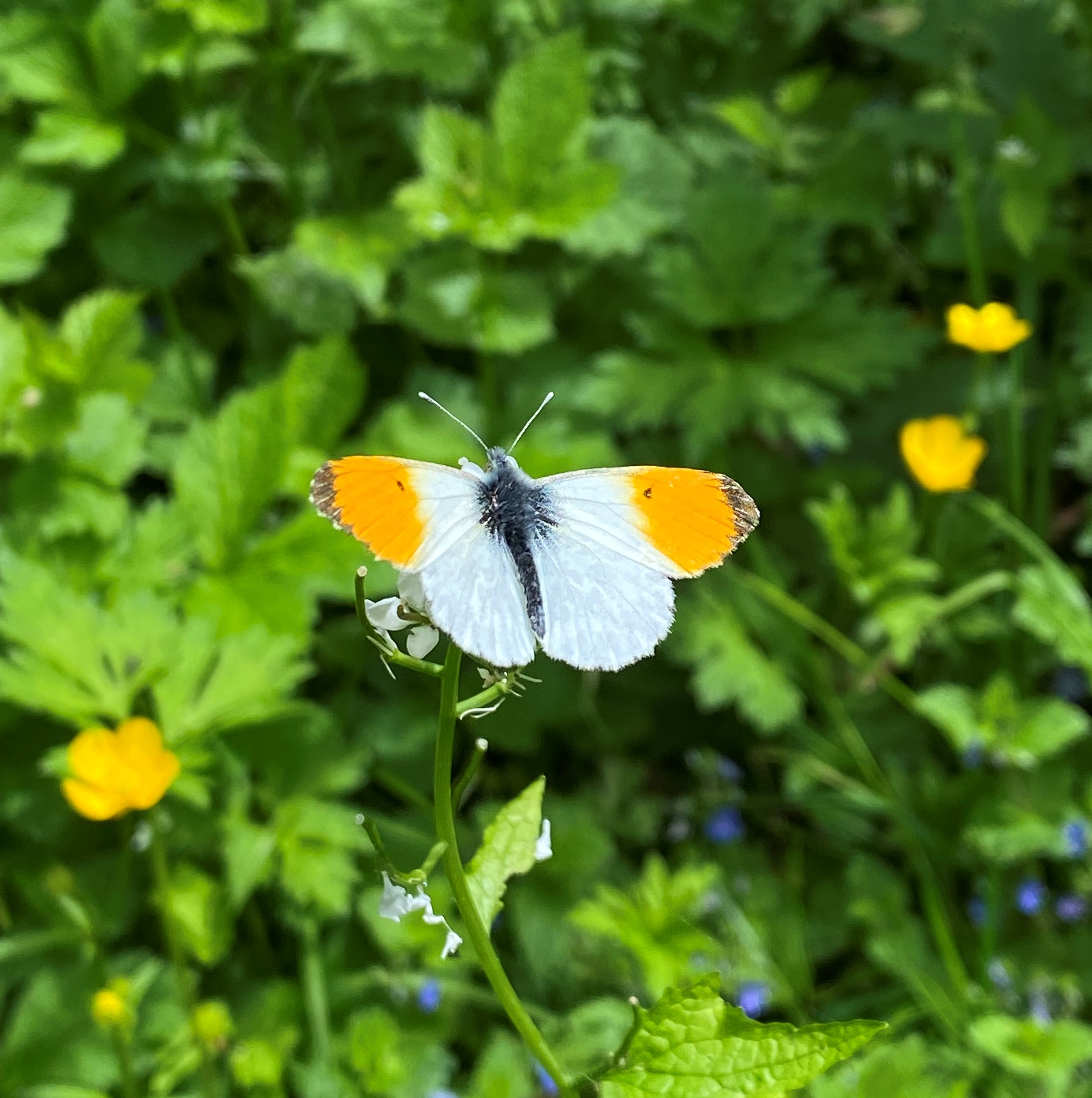
Aurorafalter auf Knoblauchrauke (Raupenfutterpflanze)